# Kemal Bilmez
Kemal Bilmez (Sint-Lambrechts-Woluwe, 12 februari 1994) is een Belgisch arbeider en politicus voor de marxistische partij PVDA.

## Biografie
Bilmez is afkomstig uit en woont in Dilbeek en is van Turkse afkomst. Hij was er hoofdleider bij de Chiro en bestuurslid van het jeugdhuis. Hij werkte een tijdlang als pakjessorteerder bij DHL op de luchthaven van Zaventem, waar hij vooral nachtwerk deed. Zijn contract werd er niet verlengd na een arbeidsongeval. Nadien werkte hij in een Delhaize-supermarkt.
Circa 2019 werd Bilmez lid van de PVDA en richtte hij een lokale afdeling op in Dilbeek. Eind 2023 werd hij gekozen als lijsttrekker voor de Kamerverkiezingen van 9 juni 2024 in de kieskring Vlaams-Brabant. Bij deze verkiezingen ging de lijst er met 3,25 procentpunt op vooruit en behaalde ze 8,04%, goed voor een zetel voor Bilmez. Die kreeg 17.297 voorkeursstemmen achter zijn naam. Deze zetel, en die van Line De Witte in het Vlaams Parlement, zijn de eerste parlementszetels voor PVDA vanuit Vlaams-Brabant. In de Kamer werd Bilmez vast lid van de commissies Financiën en Begroting en Landsverdediging.